# Dromogomphus
Dromogomphus is een geslacht van libellen (Odonata) uit de familie van de rombouten (Gomphidae).

## Soorten
Dromogomphus omvat 3 soorten:
- Dromogomphus armatus Selys, 1854
- Dromogomphus spinosus Selys, 1854
- Dromogomphus spoliatus (Hagen in Selys, 1858)